# Національний музей Литви
Національний музей Литви (лит. Lietuvos nacionalinis muziejus) — державний історичний музей у Вільнюсі, заснований в 1952 році. Музей містить найважливіші музейні предмети і друковані матеріали, присвячені історії Литви. Також музей організовує археологічні розкопки на території країни.

## Історія
|                                                                 |  |  |
| Литовський літ, присвячений 150-річчю Національного музею Литви |  |  |

Попередником нинішнього музею вважається Віленський музей старожитностей, заснований Євстафієм Тишкевичем в 1855 році. З самого початку музей був зосереджений на культурі та історії Великого князівства Литовського. Експонати музею походили з приватних колекцій.
Наприкінці XIX століття у фондах музею було більше 12 000 експонатів, у тому числі великі колекції бронзових виробів з різних країн, гербів міст ВКЛ, графіки, єгипетських мумій і статуеток богів, зброї, гобеленів, місцевих археологічних знахідок, портретів іменитих родів (Радзивіллів, Тишкевичів, Ходкевичів, Хрептовичів, Сапегів), рідкісних видань XV–XVIII століть, скульптур, слуцьких поясів, древніх рукописів, порцеляни, етруських ваз, японських, італійських та китайських тканин. Також у фондах знаходилися кам'яні ідоли з Слуцька, стародавні речі з Колозької церкви тощо.
Після повстання 1863 року більша частина музейних предметів була перевезена в Москву, частина колекції що залишилася була розміщена в Віленській громадській бібліотеці. З 1866 по 1914 рік музей і бібліотека працювали в одній будівлі. В 1915 році, коли Східний фронт Першої світової війни підійшов до Вільно, більша частина експонатів знову була доставлена в Росію.
Після отримання Литвою незалежності в 1918 році на основі колекцій Музею старожитностей і Литовського Наукового Товариства було створено Музей історії та етнографії. Його директором був Йонас Басанавічюс, один із підписавших Акт незалежності Литви. Після 1919 року Вільнюс став частиною Другої Речі Посполитої, а організація була включена в Віленський університет.
1941 року Академія наук прийняла колекції всіх музеїв Вільнюса. Музей знову стає окремою організацією лише в 1952 році під керівництвом історика Вінцаса Жіленаса. В 1967 музей розмістився в будівлі Нового арсеналу Вільнюського замкового комплексу. Музей розмістив основну експозицію в 1968. У 1970-х і 1980-х роках по всій країні були зібрані безліч історичних матеріалів. 1992 року, коли Литва оголосила незалежність, він був перейменований в Національний музей Литви. Зараз належить Міністерству культури.

## Структура

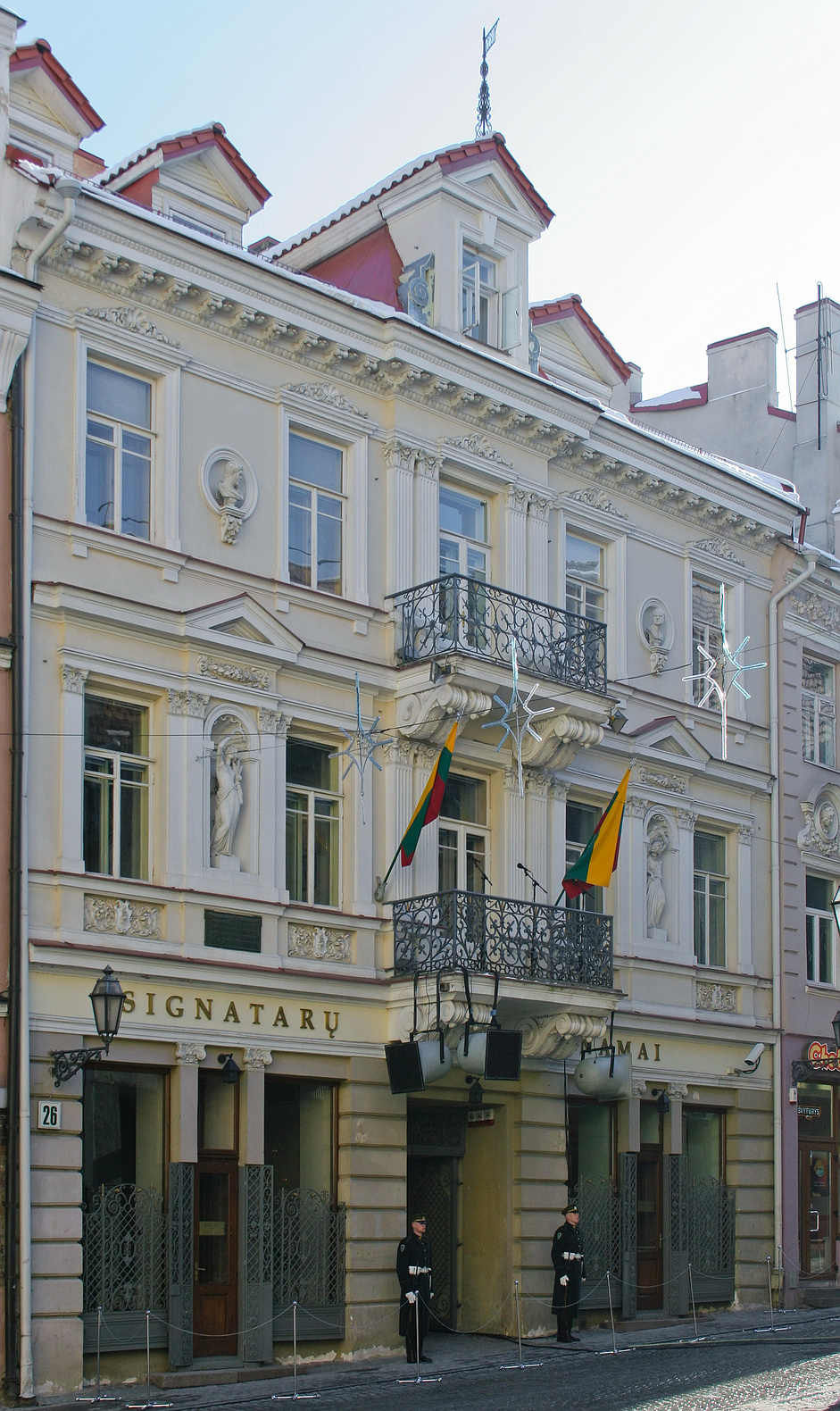
Будинок сигнаторів зберігає частину музейної колекції

Музей складається з п'яти основних підрозділів: історії та новітньої історії, археології, етнографії, нумізматики та іконографії, що містять в цілому 800 тисяч предметів.
Колекції розміщені в будинках:
- Новий Арсенал Вільнюського замкового комплексу
- Старий Арсенал Вільнюського замкового комплексу
- Вежа Гедиміна у Вільнюсі
- Бастіон Вільнюської оборонної стіни
- Будинок-музей Казіса Варнеліса
- Будинок сигнаторів у Вільнюсі
- Музей Вінцаса Кудирка в Шакяйському районі
- Місце народження Йонаса Басанавічюса в Вілкавішкському районі
- Меморіальна садиба Йонаса Шлюпаса в Паланзі